# Labico
Labico è un comune italiano di 6 477 abitanti della città metropolitana di Roma Capitale nel Lazio.

## Geografia fisica

### Clima
- Classificazione climatica: zona D, 1791 GR/G

## Origini del nome
Il comune si è chiamato Lugnano fino al 1872, anno in cui venne chiamato Labicano, nome mutato nel 1880 nell'attuale "Labico". Il vecchio nome di "Lugnano" derivava da "Fundus Longianus", dal nome della famiglia dei "Longus" che vi possedeva delle proprietà terriere. Il nuovo nome richiama l'antico Labicum, identificato con Lugnano dall'antiquario Francesco de' Ficoroni, nativo di Labico, nel XVIII secolo. L'ipotesi del Ficoroni era stata tuttavia giudicata priva di fondamento già da studiosi come il Nibby e il Tomassetti.

## Storia

### Antichità
Anche se la localizzazione di "Labicum" non è probabile, si ritiene che nel posto di Labico fosse localizzata l'antica Bola, la città latina conquistata successivamente dagli Equi e in lotta con Roma verso il V secolo a.C.

### Simboli
Lo stemma di Labico riproduce il sigillo usato dal Comune nel 1816.
Il gonfalone è un drappo partito di giallo e di verde caricato dell'arma sopra descritta ed ornato di fregi d'argento.

## Società

### Evoluzione demografica
Abitanti censiti

### Tradizioni e folclore
- Festa di Maria SS. del rovo, con processione l'ultima domenica di maggio.
- Festa di San Rocco, patrono di Labico, con processione il sabato che precede l'ultima domenica di agosto.

## Infrastrutture e trasporti

### Strade
Il comune è attraversato dalla ex Strada statale 6 Via Casilina (SR 6).

### Ferrovie
La località è servita dalla Stazione di Labico posta sulla linea Roma – Napoli (via Cassino) (FL6) e servita da treni regionali Trenitalia svolti nell'ambito del contratto di servizio stipulato con la Regione Lazio.

## Amministrazione
Nel 1872 Lugnano cambia denominazione in Lugnano Labicano, che nel 1880 cambia denominazione in Labico.
| Periodo          | Periodo        | Primo cittadino   | Partito                           | Carica  | Note |
| ---------------- | -------------- | ----------------- | --------------------------------- | ------- | ---- |
| 16 novembre 1997 | 26 maggio 2002 | Alfredo Galli     | lista civica Rinnovare per Labico | Sindaco |      |
| 27 maggio 2002   | 28 maggio 2007 | Alfredo Galli     | lista civica Rinnovare per Labico | Sindaco |      |
| 29 maggio 2007   | 6 maggio 2012  | Andrea Giordani   | lista civica Rinnovare per Labico | Sindaco |      |
| 7 maggio 2012    | 10 giugno 2017 | Alfredo Galli     | lista civica Rinnovare per Labico | Sindaco |      |
| 11 giugno 2017   | in carica      | Danilo Giovannoli | lista civica Labico Bene Comune   | Sindaco |      |

## Sport

### Pallavolo
- Eldis Volley Labico che nel 2019-2020 milita nel campionato femminile di Serie C.[10]